# Hubble Ultra Deep Field
Hubble Ultra Deep Field, eller HUDF, er et billede af et lille område af det ydre rum i stjernebilledet Kemiske Ovn (Fornax). Det er fremstillet af data fra Hubble-rumteleskopet, som blev indsamlet i perioden 3. september 2003 til 16. januar 2004. Det var, inden offentliggørelsen af Hubble Extreme Deep Field, det dybeste billede af universet, som nogensinde var taget i synligt lys, idet det når ud til en afstand, der svarer til at se mere end 13 milliarder år tilbage i tiden. 
Hensigten med billedet var primært at skaffe materiale til belysning af galaksers opståen og udvikling. Billedet er i samme tradition som Hubble Deep Field og Hubble Deep Field South, som blev taget med det ældre kamera WFPC2, der gav mindre dybde og dækkede et mindre areal af himlen.

## Observation
HUDF anslås at vise ca. 10.000 galakser. Det lille område af himlen, hvor galakserne befinder sig, svarer til en tiendedel af fuldmånens diameter set fra Jorden, og det blev valgt, fordi der er meget få klare stjerner i nærheden. Skønt de fleste af de afbillede objekter i Hubble-billedet også kan ses i de infrarøde bølgelængder af jordbaserede teleskoper, er Hubble det eneste instrument, som kan foretage observationer af så fjerne mål ved synlige bølgelængder.
Området befinder sig sydvest for stjernebilledet Orion på den sydlige himmelhalvkugle i stjernebilledet Kemiske Ovn. Baseret på det astronomiske tidsmål J2000 har det følgende astronomiske koordinater: 
- rektascension: 3t 32m 40.0s
- deklination: -27° 47' 29"

Billedet dækker 36,7 kvadratbueminutter. Det er mindre end et stykke papir på 1 mm², holdt i en afstand af 1 meter, og det udgør tilnærmelsesvis en trettenmilliontedel af himlens totale areal. Billedet er orienteret, så det øverste, venstre hjørne peger mod nord (-46,4°) på himmelkuglen. Stjernen nær områdets centrum er USNO-A2.0 0600-01400432, som har en tilsyneladende størrelsesklasse på 18,95.
I alt krævede billedet 800 optagelser, som blev taget, mens Hubble foretog 400 kredsløb om jorden. Den samlede eksponeringstid var 1 million sekunder, fordelt på 11,3 dage for Hubbles Advanced Camera for Surveys (ACS) og 4,5 dage for teleskopets Near Infrared Camera and Multi-Object Spectrometer (NICMOS).

## Resultater
I henhold til Big Bang-teorien har universet en endelig alder, så vi venter, at meget fjerne (og derfor meget unge) galakser ser anderledes ud end de typiske ældre galakser, vi ser nu. Det ses også i HUDF, at antallet af irregulære galakser stiger med afstanden (dvs. rødforskydningen), mens den gennemsnitlige størrelse af galakserne aftager. Ved højere rødforskydning dannes betydeligt flere nye stjerner end i dag. 
Det er en komplikation ved tolkningen af resultaterne, at det synlige stjerne- og galakselys, der danner billedet i Hubble Ultra Deep Field, i virkeligheden blev afsendt som ultraviolet lys, men nu ligger i det synlige område på grund af rødforskydningen. Sammenligningen med Hubble-billedet skal derfor ske med ultraviolette optagelser af lokale galakser. En alternativ fremgangsmåde ville være at fotografere meget fjerne galakser i infrarødt lys, som kan sammenlignes med billeder i synligt lys af lokale galakser. Ved sådanne undersøgelser kommer andre rumteleskoper i anvendelse. Indtil videre er det Spitzer-rumteleskopet (der startede 25. august 2003) og de planlagte kommende teleskoper Herschel-rumteleskopet (begyndelsen af 2008) og ikke mindst efterfølgeren til Hubble-rumteleskopet, James Webb-rumteleskopet (planlagt til midten af 2013), som vil have observationer i det nære infrarøde område som hovedopgave.